# Federico Pedini Amati

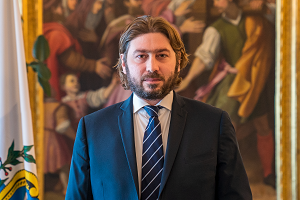
Federico Pedini Amati, 2020

Federico Pedini Amati (* 11. August 1976) ist ein san-marinesischer Politiker.
Pedini Amati erhielt 1996 ein Diplom als Rechnungsführer und Handelsfachmann. Von 2005 bis 2006 leitete er die staatseigene Centrale di Latte. Er war freiberuflich als Immobilienmakler und Versicherungsagent tätig.
Er trat 2005 in den Partito dei Socialisti e dei Democratici ein und wurde im gleichen Jahr Mitglied des Parteivorstandes. Bei den Parlamentswahlen 2006 gelang ihm als Nachrücker für ausscheidende Minister der Einzug in den Consiglio Grande e Generale, das Parlament San Marinos. Er wurde Mitglied im Außenausschuss und Delegierter San Marinos bei der Interparlamentarischen Union. Bei den Wahlen 2008 zog er auf der Liste der PSD wieder ins Parlament ein. Er blieb Mitglied des Außenausschusses und Delegierter bei der Interparlamentarischen Union. 2009 trat er aus dem PSD aus und gehörte mit sieben weiteren Mitgliedern des Consiglio Grande e Generale zu den Gründern des Partito Socialista Riformista Sammarinese. Im Mai 2012 vereinigte sich der PSRS mit dem Nuovo Partito Socialista zum Partito Socialista. Pedini Amati wurde 2012 auf der Liste der PS wieder ins Parlament gewählt. Er wurde Mitglied in der Antimafiakommission und wie in den beiden vorhergehenden Legislaturperioden Mitglied des Außenausschusses. Im November 2013 gründete er gemeinsam mit Erik Casali Liberamente San Marino, eine Gruppe innerhalb des Partito Socialista. Am 6. März 2015  erklärte er seinen Austritt aus der Fraktion der PS. Aim Juli 2016 gehörte er zu den Gründern des Movimento Democratico San Marino Insieme (MD-SMI), der sich mit dem Movimento RETE zur Koalition Democrazia in Movimento zusammenschloss. Bei der Parlamentswahl Ende 2016 errang Pedini Amati den einzigen Sitz für den MD-SMI.
In der Periode vom 1. April bis 1. Oktober 2008 war er gemeinsam mit Rosa Zafferani Staatsoberhaupt (Capitano Reggente) von San Marino.
| Vorgänger                     | Amt                                                 | Nachfolger                         |
| ----------------------------- | --------------------------------------------------- | ---------------------------------- |
| Mirko Tomassoni Alberto Selva | Capitano Reggente gemeinsam mit Rosa Zafferani 2008 | Ernesto Benedettini Assunta Meloni |